# وینا بند (لوئیزیانا)
وینا بند (به انگلیسی: Vienna Bend) یک منطقهٔ مسکونی در ایالات متحده آمریکا است که در لوئیزیانا واقع شده‌است. وینا بند ۱٬۲۵۱ نفر جمعیت دارد و ۳۴٫۱۴ متر بالاتر از سطح دریا واقع شده‌است.